# Герштупово
Герштупово (пол. Hersztupowo) — село в Польщі, у гміні Кшеменево Лещинського повіту Великопольського воєводства.
Населення — 278 осіб (2011).

## Демографія
Демографічна структура станом на 31 березня 2011 року:
|          | Загалом | Допрацездатний вік | Працездатний вік | Постпрацездатний вік |
| -------- | ------- | ------------------ | ---------------- | -------------------- |
| Чоловіки | 144     | 45                 | 88               | 11                   |
| Жінки    | 134     | 31                 | 82               | 21                   |
| Разом    | 278     | 76                 | 170              | 32                   |